# Discographie du groupe Fightstar
 (juin 2017).
La discographie du groupe Fightstar est composé de 13 singles, un EP, 3 album studio, une compilation et 14 clips vidéos.